# Guillem de Torroja
Guillem de Torroja (Solsona - Tarragona, 1174) fou bisbe de Barcelona (1144-1171) i arquebisbe de Tarragona (1171-1174). El 1149, sent bisbe de Barcelona va participar en la presa de Lleida als sarraïns. El 1172 signa com a arquebisbe de Tarragona. Era molt amic del comte Ramon Berenguer IV i del papa Alexandre III.
El 17 de juliol de l'any 1173 a Tarragona, el rei Alfons va subscriure amb l'arquebisbe una concòrdia relativa als drets senyorials. Va acceptar l'aixecament del desterrament dels fills de Robert d'Aguiló. Les restes del seu ossari són al costat de la capella de Santa Bàrbara a la Catedral de Tarragona.